# Mouvement de caméra
Pendant le tournage d’un plan, la caméra peut être immobile, pour donner un plan fixe, ou bouger, d'une façon ou d'une autre, pour donner un plan en mouvement. Cette dernière configuration met en action un mouvement de caméra ou plusieurs.
- Dans un plan fixe, selon le désir du réalisateur, il peut y avoir une immobilité totale de la caméra, ou de légers mouvements qu’effectue le cadreur (caméraman) pour conserver un équilibre des masses, supposé idéal. Ces micro-mouvements sont ce qu’on appelle de simples « recadrages » ou « rattrapages de cadre », et non pas des mouvements de caméra.

- Dans un plan en mouvement, l’axe de prise de vues de la caméra subit une ou plusieurs modifications importantes tout au long de la prise de vues, ou à un moment donné de cette prise de vues. Certains réalisateurs préfèrent des prises de vues toujours en mouvement, généralement dans le contexte d’un plan long que l’on appelle alors un plan-séquence.

Les mouvements de caméra sont obtenus soit par rotation de la caméra sur son axe mécanique horizontal ou sur son axe mécanique vertical (panoramiques, horizontal ou vertical), ou par déplacement de la caméra par divers moyens (travelling avant, arrière, latéral – parfois appelé travelling d’accompagnement – ou semi-circulaire ou circulaire). 
Les travellings sont obtenus, soit en portant une caméra légère à l’épaule, soit par l’intermédiaire d’un steadicam qui absorbe tous les cahots du portage, soit en l’installant sur un chariot spécial appelé « chariot de travelling » qui se déplace sur pneus ou sur rails (dolly), soit en l’équipant sur des engins divers (plates-formes sur câbles, véhicules automobiles, traîneaux, trains, ballons dirigeables, avions, hélicoptères embarquant l’opérateur, ou drones télécommandés, etc). L’imagination des opérateurs multiplie d’autant les procédés de déplacement de la caméra. 
Un mouvement de caméra particulier est le mouvement de grue, obtenu par une élévation ou un abaissement de la caméra par rapport au décor à l’aide d’un appareil de levage spécialisé qui peut aussi se translater en travelling. Ce mouvement suit une trajectoire arrondie. Aujourd’hui, on a recours le plus souvent à un dispositif nommé Louma (marque déposée).
Un autre « mouvement de caméra » est obtenu par une optique spéciale, à focale variable, que l’on appelle un zoom, avant ou arrière. Ce mouvement particulier, le travelling optique au cours de la réalisation duquel la caméra est pourtant immobile, est en réalité un effet de grossissement (ou son contraire) de l’image virtuelle d’une optique primaire par le déplacement d’un jeu de loupes secondaire.
Tous ces mouvements de caméra sont combinables. Une grue de cinéma en mouvement peut être déplacée en travelling, et son mouvement de grue peut être accompagné d’un panoramique complété par un zoom.
Un mouvement plus particulier, et peu usité, est la rotation de la caméra autour de son axe optique (elle se retrouve ainsi un moment la tête en bas), qui est obtenu soit à la prise de vues, soit en post-production. D’ailleurs, certains mouvements de caméra, limités dans leur amplitude, peuvent être obtenus en post-production grâce à des outils informatiques spécifiques de montage ou d'effets spéciaux.
Le motion control permet d’exécuter des prises de vues qui seront truquées en post-production, en  mémorisant au tournage par fichier numérique tout déplacement d’une caméra montée sur un chariot spécial (moteurs pas à pas) et en le reproduisant autant de fois que l’on veut (chaque « prise » du même plan comporte un ou des mouvements de caméra parfaitement identiques). Un autre avantage est que ce fichier informatique est transposable à plusieurs échelles par des effets spéciaux numériques (par exemple : mélange d’une prise de vues en mouvement aux dimensions normales avec une prise de vue d’un accessoire ou d’un personnage miniature vu selon le même mouvement) et peut entrer dans la composition d’un univers graphique virtuel (par exemple : mouvement de caméra sur un personnage avec en fond un décor virtuel, inexistant au moment du tournage, vu selon le même mouvement), avec le procédé du match moving.  